# Autofecundación

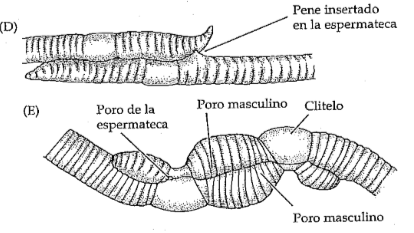
Fecundación cruzada en Lombriz de tierra 🪱.

La autofecundación es un tipo de reproducción asexual en el que se entrecruzan los gametos femeninos y masculinos del mismo individuo, por lo que ocurre en organismos hermafroditas. Esta es una estrategia eficiente en ambientes invariables donde las parejas son escasas, en este tipo de reproducción se reduce la variabilidad genética de las poblaciones, lo que conlleva dificultades para adaptarse a los cambios ambientales, por ende, la autofecundación funciona de manera óptima en poblaciones con altas tasas de natalidad y en ambientes constantes.
El hermafroditismo es un mecanismo común en los filo pequeños de invertebrados, entre ellos esponjas, moluscos, platelmintos, medusas y anélidos. Por otro lado, el hermafroditismo es recurrente en muchos organismos parásitos, por lo que la autofecundación es eficiente en muchos invertebrados, la autofecundación puede ocurrir por medio dos mecanismos distintos, por un lado, en los organismos que producen los gametos femeninos y masculinos en un solo órgano, por otro lado, en organismos donde los gametos se producen en órganos distintos, o donde son expulsados al agua.

## Ventajas de la autofecundación
Dentro de las ventajas de la autofecundación está la fácil reproducción cuando una especie viven en una zona donde hay pocas parejas potenciales, aumentando las tasas de reproducción sin depender de otro organismo. Por otro lado, las especies se benefician asegurando la transmisión de sus genes, pues las especies que se auto fecundan tienen un 50% más en la transmisión de sus genes que los organismos que se reproducen sexualmente, ya que todos los gametos provienen del mismo individuo, por ende, la autofecundación garantiza la reproducción de las especies y aumenta las tasas de natalidad favoreciendo a la colonización de nichos.

## Desventajas de la autofecundación
La mayor desventaja de la autofecundación es la depresión por consanguinidad, esto corresponde a la reducción de la reproducción y la supervivencia de cierto grupo de organismos. Esta es una desventaja ya que al no haber variabilidad genética en una población las especies se ven desfavorecidas frente a las presiones ambientales, reduciendo la probabilidad de sobrevivir como especie.

## Diferencia entre fecundación cruzada y autofecundación
La diferencia es que la fecundación cruzada hay una mayor variabilidad genética ya que en este proceso se mezcla la información genética de los dos animales, en la autofecundación lo que sucede es que dos gametos que contienen la misma información genética se unen y terminan siendo un individuo idéntico al antecesor, esto lleva a que no pueda haber una mejora genética y los descendientes de este sean mucho más débiles. Esta estrategia de reproducción es muy utilizada por animales de locomoción lenta lo cual hace muy difícil el encuentro con otros individuos de su misma especie, por ejemplo la lombriz de tierra, que se mueve a ciegas por las capas de humus y cuando llega momento de la reproducción es posible no encontrar otro ejemplar de su especie o encontrar uno de su mismo sexo, para este eventual problema desarrollaron el hermafroditismo simultáneo, en donde ambos aparatos reproductores son desarrollados al mismo tiempo, lo cual permite una copula con intercambio de su material genético cuando hay dos individuos presentes y cuando solo hay uno el resultado será utilizar los gametos que ya tiene y así asegurar la supervivencia de su especie y una descendencia.

## Ejemplos

### Oligoquetos
Los oligoquetos son hermafroditas y normalmente tienen sistemas reproductores diferenciados y complejos, que contienen gónadas permanentes y que además se encuentran en unos segmentos concretos que generalmente están en la parte anterior del cuerpo. Este sistema reproductor les facilita la reproducción cruzada mutua, que antecede a un encapsulamiento y a la puesta de los cigotos. El sistema reproductor del macho consta de uno o dos pares de testículos que se ubican en una o dos metámeras específicas. El esperma pasa de los testículos a las cámaras celómicas o las vesículas seminales (que puede haber de una sola hasta tres pares) para su maduración, cuando ya está listo sale de estos lugares de almacenamiento y pasa por los embudos seminales ciliados para ser transportado por los espermiductos hacia los poros masculinos. El aparato reproductor femenino tiene un par de ovarios localizados detrás de los órganos reproductores masculinos, estos, como en el caso anterior se transportan a las cámaras celómicas, pero también pueden llegar a unas bolsas en las paredes de los septos intersegmentarios llamados ovisacos. Cerca de estos sacos hay un embudo ciliado, que transportan los óvulos por los oviductos para llegar a los poros femeninos. El clitelo cumple un papel importante en la cópula de estos anélidos, esta produce tres sustancias fundamentales: moco, sustancias que recubren la cápsula de los huevos (capullos) y la albúmina, que queda en el interior del capullo. En la reproducción los dos individuos si sitúan frente a frente en direcciones opuestas, el moco ayuda a mantenerlos en esta posición. Los oligoquetos pueden ubicarse de una manera en la que los poros masculinos quedan alineados con los poros de las espermatecas, en este caso quetas copuladoras o estructuras evaginables similares a penes ayudan al anclaje de los miembros, pero también puede pasar, como las lombrices de tierra, que el acto no es tan preciso, por esto requieren de unos surcos seminales externos donde los espermatozoides se desplazan hasta llegar a los poros de las espermatecas de la pareja. Este proceso es necesario para una posible posterior autofecundación.

### Cestodos
Las cestodos son organismos endoparásitos, con el cuerpo dividido en proglótides. 4000 especies son hermafroditas. Pueden presentar tanto reproducción sexual como asexual, este primer caso es el más común, que puede ser fecundación cruzada, fecundación interna o con cópula, pero como estos organismos son parásitos que viven dentro del cuerpo de otro, muchas veces solo se encuentra un cestodo, por lo que recurren a la autofecundación. Esta ocurre con dos proglótides del mismo individuo, aquí el aparato reproductor se degenera excepto el útero que se desarrolla y aumenta de tamaño, ocupando toda la proglótide y almacenando todos los huevos ahí, pudiendo producir hasta un millón de huevos por día.

### Bivalvos
Los bivalvos normalmente presentan sexos separados, pero se dan muchos casos de hermafroditismo tanto anabólico como funcional, en el caso de la autofecundación, los organismos son hermafroditas simultáneos, esto quiere decir que presentan la gónada masculina y la gónada femenina y se desarrollan al mismo tiempo. Esto puede ocurrir en Argopecten, Pecten y en algunos casos en Cerastoderma.

### Gasterópodos
La gran mayoría de los gasterópodos son dioicos, solo presentan un a gónada. Los hermafroditas pueden ser protándricos, esto quiere decir que desarrollan la gónada femenina y la gónada masculina en distintos momentos. Un ejemplo de esto es Crepidula fornicata, que, al haber ausencia de hembras, los machos, por medio de feromonas se transforman. O también pueden ser hermafroditas simultáneos, como en el caso de los gasterópodos terrestres pulmonados o de los opistobranquios, pero en este caso, aunque tengan las gónadas diferenciadas al mismo tiempo, no significa que puedan producir espermatozoides y óvulos también al mismo tiempo.

### Quetognatos
Este filo de organismos, conocido como quetognatos o gusanos flecha, muestran hermafroditismo en todas sus especies y la autofecundación, aunque no es muy común, también está presente. En la reproducción sexual, ambos gusanos entran en contacto y cualquiera de ellos desprende de su tronco un espermatóforo que contiene todos los espermatozoides. Este espermatóforo puede disolver la cutícula del otro individuo, perforando el tronco llegando así a los óvulos.